# منطقة جاجاباتي
جاجاباتى رمزها «GP» (بالإنجليزية: Gajapati)‏ ، هو تقسيم إداري لدولة الهند تتبع ولاية أوريسا (بالإنجليزية: Orissa)‏ ، مركزها هو مدينة بارالخموندي (بالإنجليزية: Paralakhemundi)‏ عدد سكانها حسب تعداد سنة 2001 هو 518,448 ، مساحتها 3,056 كم² وكثافة السكان 170 لكل كم² .